# Gano di Fazio

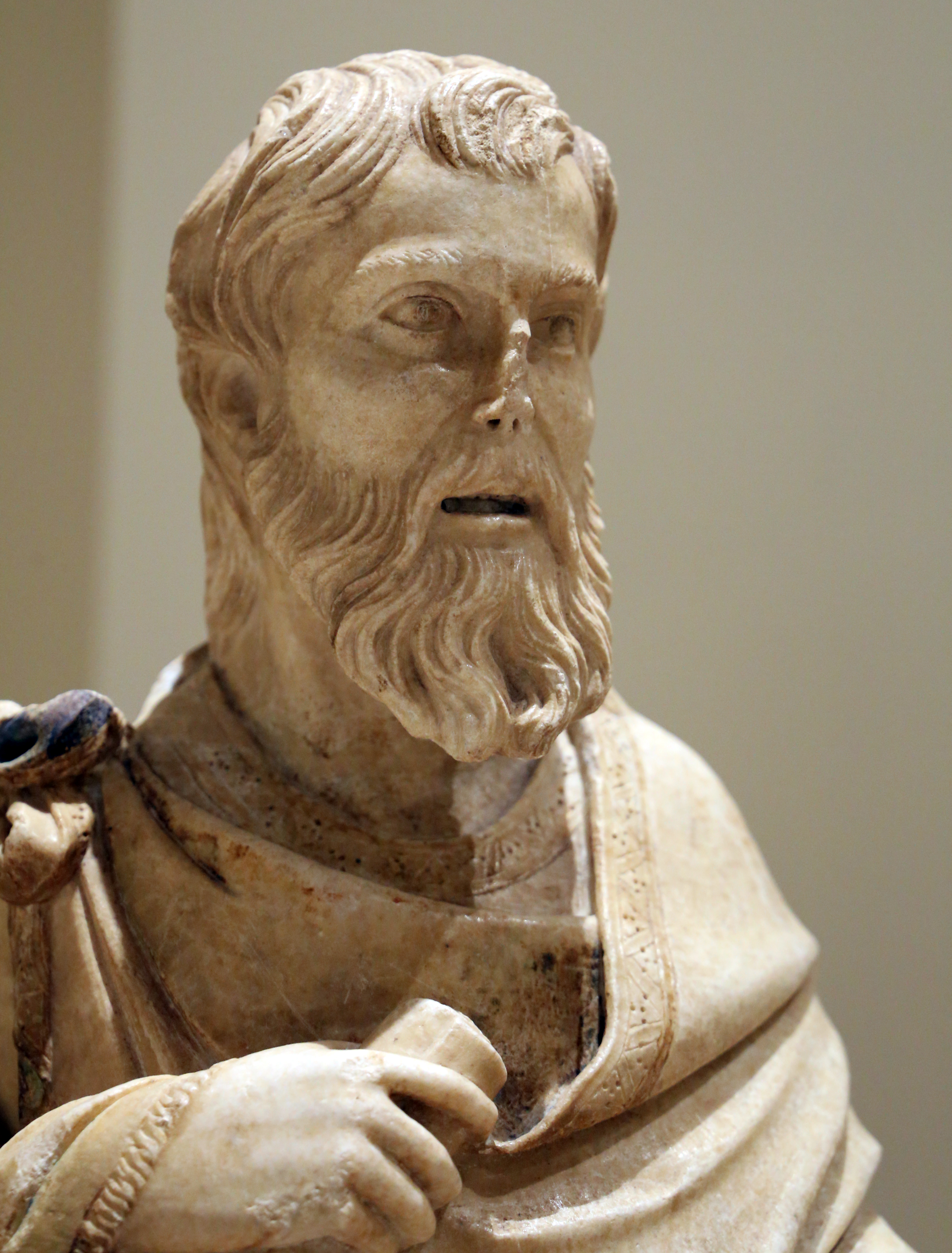
Profeta barbato con rotolo avvolto, dal Duomo di Massa Marittima (Museo di arte sacra di Massa Marittima)

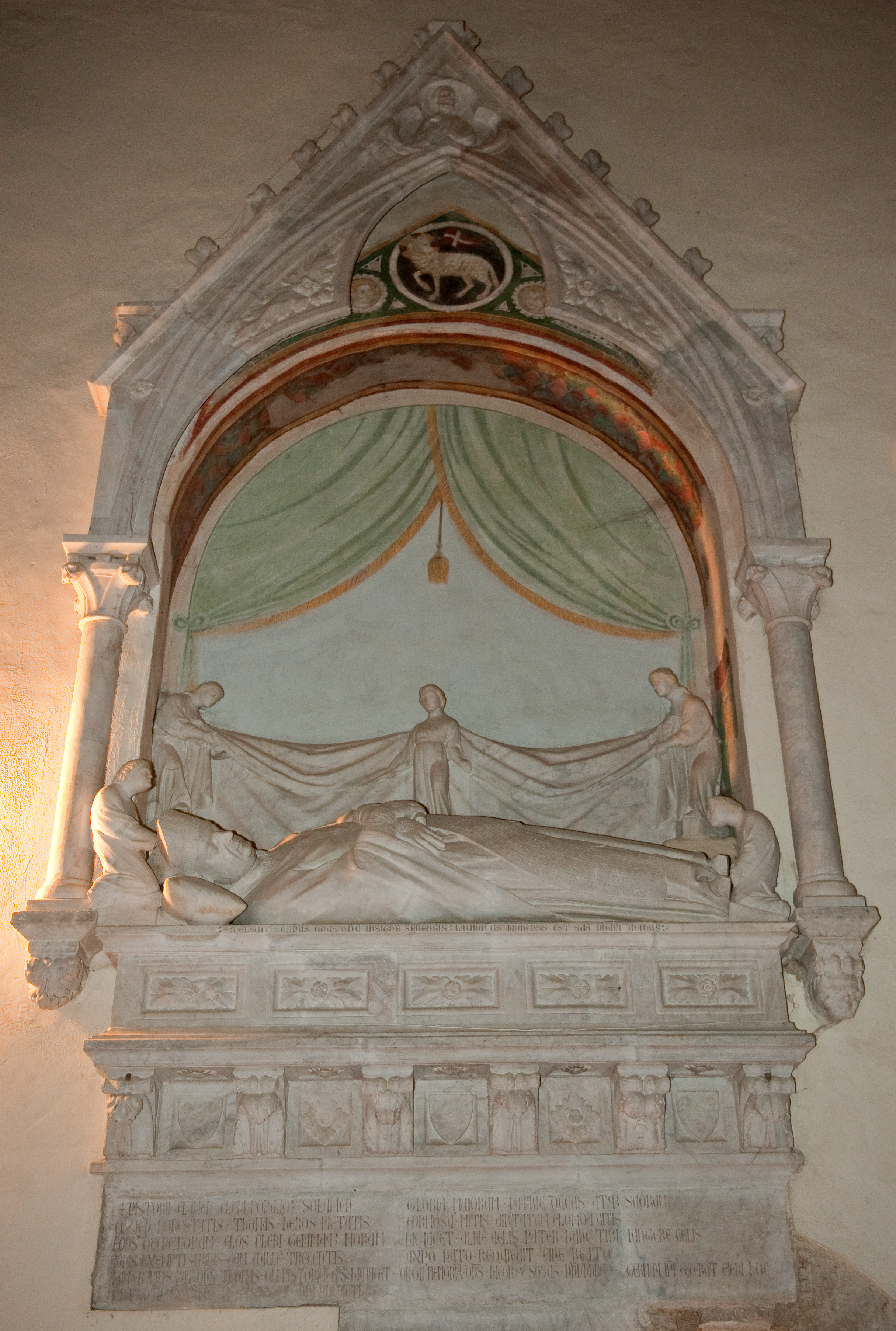
Sepolcro del vescovo Tommaso Andrei, Collegiata di Casole d'Elsa

Gano di Fazio, conosciuto anche come Gano da Siena (XIII secolo – 1317), è stato uno scultore italiano, attivo tra il 1290 e il 1318.

## Biografia
È stato uno dei fondatori della scuola senese in scultura. La prima testimonianza della sua vita risale al 23 maggio 1302 quando risulta aver acquistato dei terreni a Siena per i quali il 18 giugno dello stesso anno paga le imposte.
La sua unica opera certa e firmata è il monumento funebre di Tommaso Andrei, vescovo di Pistoia, collocato nella collegiata di Casole d'Elsa e da lui eseguito nel primo decennio del XIV secolo; si tratta del più antico monumento funebre dell'area senese. 
Sempre a lui era attribuito il monumento funebre del messer Porrina (morto nel 1313), signore di Casole e Radi di Montagna, conservato nella medesima chiesa, ma oggi più convincemente riferito a Marco Romano. Quest'opera è degna di nota sia per il realismo del ritratto del Porrina sia perché tratta dell'unica scultura toscana di questo periodo a raffigurare l'intera figura sotto un baldacchino gotico.
In seguito Gano appare citato come contribuente del comune di Siena tra il 1311 e il 1313 mentre nel 1316 risulta quale proprietario di un terreno valutato 283 lire senesi.
Di lui non sono documentate altre opera ma per motivi di affinità stilistica gliene vengono attribuite diverse. Spicca la tomba di santa Margherita da Cortona, conservata nell'omonima chiesa, e sempre a Cortona a lui sono attribuite una statua in marmo raffigurante la Madonna col Bambino, conservata al Museo diocesano cortonese e tutta una serie di busti in marmo a basso rilievo raffiguranti dei Santi e il Cristo benedicente (Cortona, chiesa di Santa Margherita).
Alla Pinacoteca Nazionale di Siena viene conservata una lastra in marmo scolpito raffigurante tre scene della vita del beato Gioacchino Piccolomini. Altre sue opere si trovano nella cattedrale di Cremona e sono le statue della Vergine e il Bambino con i santi Imerio e Omobono. Alle opere di Gano sono state aggiunte anche undici statuette di Santi e profeti conservate nel Duomo di Massa Marittima e considerate tra i suoi ultimi lavori. La formella marmorea del 1315 circa con Angelo in adorazione è conservata al Museo civico Amedeo Lia alla Spezia.
Lo scultore deve essere morto prima del 1318 in quanto in quell'anno le sue figlie Agnese e Ganuccia risultano "heredes Gani magistri lapidum".